# Carballás (Abadín)
Carballás (en gallego y oficialmente, Os Carballás) es un lugar de la parroquia de Abadín, en el concejo de mismo nombre, comarca de Tierra Llana, provincia de Lugo, Galicia, España.
Sus casas se distribuyen por un camino que sale de la vieja carretera local CP 11-01, que es la carretera que enlazaba con el concejo de Abadín con Cospeito, y es rodeada por la LU-113, que sale de la Autovía del Cantábrico.